# ピアノ協奏曲 (シューマン)
ロベルト・シューマンのピアノ協奏曲イ短調作品54は、1845年に完成された、シューマンの遺した唯一の完成されたピアノ協奏曲である。

## 解説
シューマンはこの曲の前にいくつかピアノ協奏曲の作曲に取り掛かっていた。1828年に変ホ長調の協奏曲の作曲を始め、1829年から1831年にかけてはヘ長調の協奏曲に取り組み、1839年にはニ短調の協奏曲を1楽章のみ完成させた。しかし、これらの曲はいずれも完成しなかった。
1841年、シューマンは後にピアノ協奏曲の第1楽章となる『ピアノと管弦楽のための幻想曲』を作曲した（初稿）。1845年にそれを改作し、間奏曲とフィナーレの2楽章を加えて曲として完成させた。この曲はシューマンの作曲した唯一のピアノ協奏曲となった。
曲は3楽章からなり、第2楽章と第3楽章の間は休みなしに演奏される。
1. Allegro affettuoso
2. 間奏曲 (Intermezzo): Andantino grazioso
3. フィナーレ (Finale): Allegro vivace

1846年1月1日、ライプツィヒ・ゲヴァントハウスで、ロベルトの妻クララ・シューマンの独奏、献呈者フェルディナント・ヒラー指揮で初演された。
この曲の後に、シューマンはピアノと管弦楽のための作品として『序奏とアレグロ・アパッショナート ト長調』作品92と『序奏と演奏会用アレグロ ニ短調』作品134を作曲している。ピアノ以外を独奏楽器とした協奏曲としては1850年のチェロ協奏曲作品129、1853年のヴァイオリン協奏曲がある。

日本では1911年5月、東京音楽学校において、橘糸重のピアノ独奏、ハンカ・ペツォールトの伴奏によって演奏されている（ピアノ2台版）。管弦楽付きの初演は1927年9月18日、宝塚小劇場にて、ヨーゼフ・ラスカ指揮、宝塚交響楽協会によって行われた。独奏者が誰であったかについては不明。

## 楽器編成
独奏ピアノ、フルート2、オーボエ2、クラリネット2、ファゴット2、ホルン2、トランペット2、ティンパニ一対、弦5部

## 演奏時間
約30分（各15分、5分、10分）

## 曲の構成
第1楽章: Allegro affettuoso
イ短調、4分の4拍子。冒頭はイ短調属音のホ音の強奏に、鋭い付点リズムでピアノが応える。第1主題は木管の素朴な響きが印象的。オーボエがC-H-Aの主題を印象付ける（譜例）。展開部はもともと『幻想曲』であったこともあり、非常に自由である。変イ長調の夜想曲風の変奏がやはりC-H-Aの主題を印象付ける。冒頭序奏の鋭いリズムが同じ変イ長調で現れ、気分を変える。しかし、展開部全体は協奏曲の建前上短い。再現部でイ長調の昂揚が終わると、カデンツァとなる。技巧的には極端なものではないが対位法的処理が多く、作曲技術としても充実した内容になっている。コーダはC-H-Aの主題を木管が執拗に繰り返す中、ピアノはオブリガートに徹している。
第2楽章: Intermezzo; Andante grazioso
ヘ長調、4分の2拍子。間奏曲と題された、落ち着いた楽章。冒頭ではピアノによるA-B-C-Dのつぶやくような音型に木管が応え繰り返される。最後に前楽章主題のC-H-Aが管楽器によって短調と長調で現れ、循環形式による楽章間の調整を図っている。
第3楽章: Finale; Allegro vivace
イ長調、4分の3拍子。第一主題は第2楽章終盤から連続的に示された短い序奏に続いて独奏ピアノによって出現し、その後ピアノが鍵盤の上を行き来したのち、第2主題を弦楽器が弾むようなリズムで奏でる。

## 備考
- ディヌ・リパッティとヘルベルト・フォン・カラヤン指揮のフィルハーモニア管弦楽団による演奏（1948年録音）の第1楽章が、『ウルトラセブン』第49話（最終回）「史上最大の侵略 後編」のBGM[3]として使用された。
- 親友だったルートヴィヒ・シュンケ（1810年-1834年）から献呈された『大ソナタ ト短調』作品3の一節と似たパッセージが登場する。肺結核のため23歳で夭折した親友へのオマージュとしての引用である[要出典]。

|  |  |